# Proteak
 Der er for få eller ingen kildehenvisninger i denne artikel, hvilket er et problem. Du kan hjælpe ved at angive troværdige kilder til de påstande, som fremføres i artiklen.

Proteak er en mexicansk skovindustrikoncern med tilhørende skovbrug. De har teaktræ-plantager i Mexico og Mellemamerika. Deres produkter omfatter tømmer og forskellige trævarer.
| Firma | Spire Denne artikel om et firma eller en virksomhed er en spire som bør udbygges. Du er velkommen til at hjælpe Wikipedia ved at udvide den. |